# Будівельні роботи
Будіве́льні робо́ти — роботи, що виконуються на будівельному майданчику (об'єкті) при зведенні будівель і споруд.

## Класифікація
Розділяють на загальнобудівельні й спеціальні.
Загальнобудівельні роботи класифікують відповідно до вживаних (що переробляються) матеріалів або конструкцій, що зводяться: арматурні роботи, бетонні роботи, земляні роботи, кам'яні роботи, покрівельні роботи, оздоблювальні роботи, теслярські роботи, свайні, монтажні та ін.
До спеціальних робіт відносять гідроізоляційні роботи, теплоізоляційні роботи, санітарно-технічні роботи, електромонтажні та ін.
Деякі будівельні роботи визначаються назвами частин або елементів будівель, що зводяться, і споруд (наприклад, пічні роботи) або особливостями зовнішніх умов (зимові роботи, підземні, підводні тощо).
Залежно від послідовності виконання будівельні роботи об'єднують в 2 групи: підготовчі роботи і основні (до останніх відносяться всі загальнобудівельної роботи). Окрему групу складають допоміжні роботи (наприклад, кріплення стінок котлованів, встановлення риштувань, пониження рівня ґрунтових вод, ущільнення ґрунтів тощо) і приховані роботи.

## Будівельні процеси
Кожен вид будівельних робіт включає ряд окремих взаємозв'язаних будівельних процесів.
Залежно від способу виконання і складності будівельні процеси розділяють на комплексно-механізовані, механізовані і ручні. У сучасному будівництві всі основні види важких і трудомістких робіт (земляні, бетонні, штукатурні і т. д.), як правило, виконують будівельними машинами або за допомогою механізованого інструменту і пристосувань і лише при неможливості їх використання або малих об'ємах робіт — вручну.
Окрім самих будівельних робіт, до процесу також відноситься робота з документацією - отримання дозволу на будівництво, подання повідомлення про початок будівельних робіт з незначними наслідками [Архівовано 21 червня 2019 у Wayback Machine.], введення об'єкту до експлуатації, підключення до інженерних мереж.